# Мехмед Назиф паша
Мехмед Назиф паша Манастърлъ (на турски: Mehmed Nazif Paşa Manastırlı) е османски военен и администратор и министър.

## Биография
Роден е в Битоля (на турски Манастир) в 1832 година, затова носи прякора Манастърлъ (битолчанин). Управлява Островния вилает през 1873 година и по-късно отново от 1883 до 1884 г. От юни 1876 до юли 1877 г. (или от 1877 до 17 май 1877 г.) управлява Босненския вилает в Сараево. От юни 1877 до юли 1878 година е валия на Янински вилает. От юни 1878 до декември 1879 година е валия на Косовския вилает в Скопие. От септември до декември 1880 година е министър на вакъфите, а от март до ноември 1881 г. (или от май 1880 до октомври 1881 г.) е валия в Триполи. От февруари 1884 до декември 1886 година управлява Бурсенския вилает, от декември 1886 до март 1888 г. е айдънски валия в Смирна, а от март 1888 до ноември 1889 г. е сирийски валия в Дамаск.